# Dusona rugulosa
Dusona rugulosa là một loài tò vò trong họ Ichneumonidae.